# Острови Рассела
Острови Рассела — група невеликих острівців (два найбільші: Павуву і Мбаніка) вулканічного походження в Центральній провінції Соломонових островів. Розташовані на відстані 30 миль (48 км) на північний захід від острова Гуадалканал. Острови частково покриті кокосовими плантаціями, виробляється копра та є нафтопереробний завод в Яндіні. В Яндіні також розташовані магазин, поштове відділення та аеропорт.
На острові проживає народ Лавукал, який розмовляє мовою Лавукалеве. На острові також існує поселення полінезійців, які переселилися сюди з острова Тікопіа; вони живуть на західній стороні острова Павуву. В Яндіну приїздять працювати на плантаціях люди зі всіх Соломонових островів.
В 1943 році, під час Другої світової війни, острови були зайняті американськими військами. Сліди їхньої присутності, такі як бетонні плити, великі ангари для зберігання, зустрічаються й досі.